# ディズニヤ (小惑星)
ディズニヤ (4017 Disneya) は、小惑星帯にある小惑星。リュドミーラ・カラチキナがクリミア天体物理天文台で発見した。ミッキーマウスの原作者で、ディズニーの創業者、ウォルト・ディズニー (Walt Disney) から名付けられた。